# Bruno Lemiechevsky
Bruno Mauricio Lemiechevsky Melessi (Montevideo, Uruguay, 3 de marzo de 1994) es un futbolista uruguayo nacionalizado español que juega de delantero, aunque se ha desempeñado también en posiciones de mediocampo. Su actual equipo es el Unió Esportiva Sant Julià de la Primera División de Andorra.

## Trayectoria deportiva

### Nacimiento e infancia
Bruno Lemiechevsky nació el 3 de marzo de 1994 en Montevideo. Sus primeros pasos en el fútbol los dio en las categorías inferiores de Institución Atlética Sud América (IASAFA). A los 11 años emigró junto a sus padres y su hermano España, donde jugó en diferentes equipos formativos de la provincia de Barcelona.

### Carrera
Comenzó su carrera en el Cerdanyola del Vallès FC en la temporada 2013-2014, proveniente del Juvenil A del Unió Esportiva Vilassar de Mar. Su debut se produjo el 9 de noviembre de 2013, en un partido correspondiente a la Copa Cataluña. También ha militado en los equipos CE Vilassar de Dalt, UD Molletense. Debutó profesionalmente en el año 2016 con el FC Slavia-Mozyr de Bielorrusia, país de origen de su familia. En 2018 fichó por el FK Atalantas de Lituania, y al año siguiente se marchó al UE Sant Julià de Andorra, donde juega actualmente.

## Clubes
| Equipo                      | División            | Año           | PJ | Goles |
| --------------------------- | ------------------- | ------------- | -- | ----- |
| FC Slavia-Mozyr Bielorrusia | 1ª                  | 2016-2018     | 39 | 6     |
| FK Atlantas Lituania        | 1ª                  | 2018-2019     | 13 | 3     |
| UE Sant Julià Andorra       | 1ª                  | 2019-Presente | 7  | 3     |
| Total de su carrera         | Total de su carrera |               | 59 | 12    |